# イヴィツァ・コステリッチ

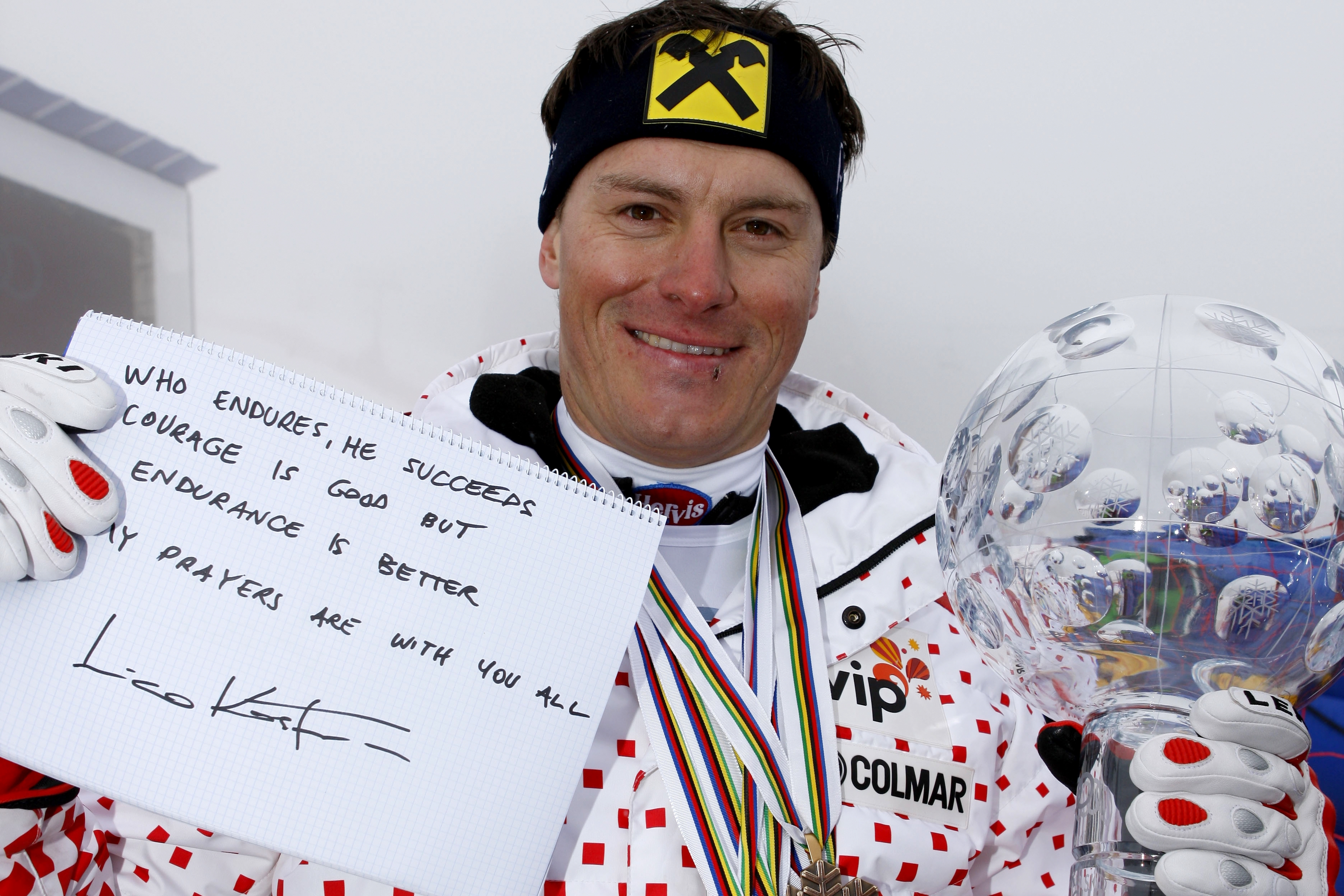
2011年3月20日、アルペンスキー・ワールドカップにて。手にしているのは優勝トロフィーと日本へ向けたメッセージ

イヴィツァ・コステリッチ（Ivica Kostelić, 1979年11月23日 - ）は、クロアチアのアルペンスキー選手。イヴィツァ・コステリッツとも表記される。妹はアルペンスキー選手のヤニツァ・コステリッチ。

## 経歴
ユーゴスラビア・ザグレブ出身。子ども時代は、父の指導のもと妹のヤニツァとともにテントや車で寝泊りしながらスキーの練習に励んだ。
回転を得意とし、妹との同時優勝を飾った2003年のアルペンスキー世界選手権をはじめ、2002年、2011年のアルペンスキー・ワールドカップの回転種目で優勝している。2002年、ソルトレイクシティオリンピックに出場、大回転で9位、回転は途中棄権。
2003年、ワールドカップの記者会見で競技に向かう自らの心境を、その数日前に見た映画の、ソビエト連邦に突撃するドイツ兵のそれに例えたため、親ナチ的発言とされて問題となり、謝罪のコメントを出す騒動となった。
故障もあり戦績がふるわない時期が続いたが、2006年にトリノオリンピックに出場した際は複合で銀メダルを獲得、クロアチアの男子選手としては初の冬季オリンピックでのメダルとなった。このほか、トリノ大会では回転で6位、スーパー大回転は31位。翌シーズンのワールドカップではスーパー複合で優勝した。
2010年のバンクーバーオリンピックでは、複合と回転で2個の銀メダル獲得した。複合は2大会連続の銀メダルである。このほか、大回転では6位、スーパー大回転では16位、滑降では18位と全ての種目で20位以内に入っている。
2011年、アルペンスキー・ワールドカップで総合優勝及び回転、複合でシーズン優勝。
2014年のソチオリンピックでは複合の銀メダル獲得、通算4個目のオリンピック銀メダルとなった。
ギターが非常に得意で、表彰台に上がった際には他の選手らとミニライブを開くことも多い。